# Пироксенит
Пироксенит — магматическая плутоническая горная порода основного состава нормального ряда щёлочности из семейства пироксенитов-горнблендитов. Состоит из мономинерального агрегата кристаллов пироксена.

## Классификация
Пироксениты подразделяются на ортопироксениты, клинопироксениты и вебстериты в зависимости от количественного соотношения между ромбическим и моноклинным пироксенами:
- ортопироксениты — не менее 90% ромбического пироксена;
- клинопироксениты — не менее 90% моноклинного пироксена;
- вебстериты — ромбический и моноклинный пироксен в различных пропорциях.[1]

Если пироксениты содержат более 10 % оливина, то к их названиям добавляют «оливиновый». Выделяют также плагиоклазовые, шпинелевые, гранатовые и др.

## Строение породы
Структура средне- и крупнозернистая, панидиоморфнозернистая (панидиоморфная), в которой большинство слагающих породу минералов хотя бы частично имеют свойственные им кристаллографические очертания. Реже — гипидиоморфнозернистая, сидеронитовая. Текстура массивная.

## Распространение
Самостоятельных интрузивных тел обычно не образуют. Пироксениты встречаются по краям бедных кремнезёмом плутонов и как отдельные включения в силлах, лополитах, дайках. Слагают дунит-пироксенит-габбровые платиноносные ассоциации складчатых областей Урала и Аляски, щелочно-ультраосновные комплексы ассоциации ультрабазитов этапа активизации стабилизированных областей в Бразилии (Жакупиранга), Зимбабве (комплекс Шава в районе Бухера, Маникаленд).

## Практическое значение
Ортопироксениты вмещают хромитовые и платиновые руды, с клинопироксеном ассоциирует магнетитовое и титаномагнетитовое оруденение.